# Patrick Galvin
Patrick Galvin (* 15. August 1927 in Cork, Irland; † 10. Mai 2011) war ein irischer Dramatiker, Dichter, Roman- und Drehbuchautor.

## Leben
Galvin war als Jugendlicher einige Zeit in der berüchtigten Daingean Reformatory School im County Offaly. Ab 1943 nahm er als Mitglied der Royal Air Force auf britischer Seite am Zweiten Weltkrieg teil. In den 1950ern trat er zunächst als Sänger von Irish-Folk-Songs auf, nahm auch einige Schallplatten bei den Plattenlabeln Topic Records und Irish Workers Association auf und spielte auch Rollen als Sänger. 
Er begann seine schriftstellerische Laufbahn Anfang der 1960er Jahre als Dramatiker. Zu seinen bekanntesten Stücken gehören And Him Stretched (1962), Nightfall to Belfast (1973), The Last Burning (1974) und We Do It For Love (1975), bei dessen Uraufführung im Lyric Players’ Theatre in Belfast die beiden damals unbekannten Schauspieler Liam Neeson und Gerald Murphy mitwirkten. Anschließend folgten die Bühnenwerke The Devil's Own People (1976) sowie My Silver Bird (1981).
Anfang der 1990er Jahre verarbeitete Galvin seine Jugenderlebnisse in der Daingean Reformatory School in der autobiografischen Roman-Trilogie Song for a Poor Boy (1991), Song for a Raggy Boy (1992) sowie Song for a Fly Boy (2002). Der Stoff dieser Romane wurde 2003 unter dem Titel Songs for a Raggy Boy von Aisling Walsh mit Aidan Quinn, Iain Glen und Marc Warren verfilmt und mit zahlreichen Preisen ausgezeichnet, wobei er selbst das Drehbuch dazu verfasste.
Neben einer Reihe von Hörspielen fürs Radio veröffentlichte er auch mehrere Gedichtbände wie Heart of Grace, Christ in London, The Woodburners, Man on the Porch und Folktales for the General. Für seine Gedichte wurde Galvin, der auch Mitglied der irischen Künstlervereinigung Aosdána war, unter anderem mit dem Irish-American Cultural Institute Award for Poetry ausgezeichnet. Das Schreiben von Gedichten setzte er auch nach einem 2003 erlittenen Schlaganfall weiter fort.